# Robert Hulse
Robert Lester Hulse (ur. 10 listopada 1946 w Belize City) – belizeński strzelec, olimpijczyk.
Brał udział w  Letnich Igrzyskach Olimpijskich 1968 (Meksyk). Wystartował tylko w jednej konkurencji, w której zajął 63. miejsce.

## Wyniki olimpijskie
| Igrzyska | Konkurencja                       | Wynik                          | Miejsce | Źródło |
| -------- | --------------------------------- | ------------------------------ | ------- | ------ |
| IO 1968  | Karabin małokalibrowy leżąc, 50 m | 584 punkty (99-97-99-98-93-98) | 63      | [ 1 ]  |